# Jacky Ido
Pour les articles homonymes, voir Ido (homonymie).
Jacky Ido, né Jean-Jacques Ido le 14 mai 1977 à Ouagadougou (Burkina Faso), est un acteur, auteur, réalisateur et slameur franco-burkinabé. Il se fait connaître du grand public en 2005 avec La Massaï blanche (Die weisse Massai), une adaptation cinématographique du livre de Corinne Hofmann par la réalisatrice allemande Hermine Huntgeburth.

## Biographie

### Jeunesse et révélation
À l'âge de deux ans, il quitte la Haute-Volta, direction la France et la ville de Stains en Seine-Saint-Denis. Quatre ans plus tard, c'est le retour au pays natal, alors devenu le Burkina-Faso sous l'égide du Président Thomas Sankara où il passe une partie de son enfance.
Il grandit dans l'effervescence d'un pays qui prend en main son destin. Le talent oratoire du leader de la révolution burkinabè marque Jacky Ido : sa conscience des « hommes intègres », son goût pour les mots et la rhétorique naissent là-bas avec Sankara. Le 15 octobre 1987, Thomas Sankara est assassiné lors d'un coup d'État. 
Jacky Ido a 10 ans et rentre alors définitivement en France avec sa mère Florence et son frère Cédric pour s'installer dans la cité du Clos Saint Lazare, le plus grand quartier de Stains, un des plus défavorisés du département.
Il y découvre une banlieue en colère où briser le plafond de verre paraît illusoire. Mais c'est aussi là qu'il défriche la richesse d'un environnement multiculturel bouillonnant. Sa mère, biochimiste, et le mari de celle-ci, Walter, infirmier anesthésiste, sont tous deux passionnés de cinéma. Enfant timide, Il ausculte le monde à travers les livres, disques et films qui remplissent les étagères de l'appartement familial. Il s'en empare et les dévore sans limite. L'écriture devient rapidement pour lui un moyen de s'extraire de son quotidien, avec le basket, son autre passion. 
Aux côtés de ses copains de la cité, Bass et Dounian, Jacky Ido, dunker chevronné, intègre l'équipe de basketball de Stains en 1991, écume l'Ile de France et voyage en province au gré des tournois : un moyen pour eux d'échapper aux balles perdues de leur quartier, de s'ouvrir à l'extérieur, de se structurer.
Plus tard, c'est un autre trio qui forme le cercle d'amis, toujours autour du basketball : avec Sami (Le Comte de Bouderbala) et Fabien (Grand Corps Malade), Jacky Ido tape le ballon du côté du stade de Marville à La Courneuve, où il fréquente également Xavier Delarue et Bally Bagayoko. 
Il partage avec ses deux compères Sami et Fabien un autre terrain commun, celui de l'appétence pour l'écriture et l'humour, une entente fertile qui donne ses fruits à l'aube des années 2000 autour de la scène slam qu'ils montent ensemble, les Slamaleikoum.

### Études et débuts
Féru de langues (il en parle aujourd'hui 7 et a tourné dans 12 langues différentes) Jacky Ido suit un double cursus universitaire en Langues étrangères appliquées (LEA) et en Littérature et civilisation américaine à l'Université Paris-VIII-Vincennes-Saint-Denis.
Au cours de ses études, il fait la rencontre d'Hugo Verlinde, un passionné de cinéma, cofondateur de L'Etna. Ensemble, ils créent en 1997 un atelier de cinéma expérimental à partir du travail du cinéaste Dziga Vertov. Cette approche empirique de la création cinématographique lui donne l'opportunité d'appréhender la chaîne de fabrication d'un film. Il commence alors à réaliser des documentaires et des courts-métrages et imagine dans la foulée le collectif La Famille, conçu comme un laboratoire d'expérimentation. L'idée de La Famille est de défier la lourdeur de la logistique cinématographique classique en privilégiant le matériel numérique et les tournages en équipe réduite et de raccourcir ainsi les temps de production et de postproduction. Tout en gardant un canevas professionnel, il s'agit de servir l'improvisation, laisser transpirer la réalité de la vie, attraper sa magie. Entouré d'amis et de son frère Cédric, il réalise ainsi des petits formats où des standupeurs comme Alban Ivanov ou Yacine Belhousse font leurs premiers pas. Les films sont projetés au Café Culturel de Saint-Denis, lors de La petite projection en famille, en marge des soirées Slamaleikoum. 
Dans le même temps et dans le cadre de sa dernière année de maîtrise à l’Université Paris 8, Jacky Ido consacre son mémoire au sujet de l'oralité et arpente les scènes slam de la région parisienne pour s'y documenter. À la Theranga, « Le Bar à Palabres » de Mike Sylla, situé rue des Dames dans le 17e arrondissement de Paris, il slame pour la première fois et prend le pseudonyme de John Pucc' Chocolat. 
Avec Fabien, Sami et Ami Karim, il crée une scène slam ouverte, les Slamaleikoum, au Café Culturel de Saint-Denis tenu par Cristina Lopes. L'émulation de ces rendez-vous rassemble chaque mois toutes les générations et les classes sociales pour devenir une manifestation attirant des centaines d’afficionados venus de la région parisienne mais aussi du Canada, du Brésil, du Mexique et d'ailleurs. 

### Carrière cinéma
Fort de son éclectisme et de son insatiable amour pour le cinéma, Jacky Ido s'engage dans la direction d'acteurs puis passe devant la caméra en 2002. 
Alors qu'il débute sur le plateau de la série française Engrenages, il reçoit les pages du script de La Massaï blanche (Die weisse Massai) une production allemande réalisée par Hermine Huntgeburth. Pour ce premier rôle principal où il incarne un guerrier Maasaï, Lemalian Mamutelil, il apprend en quelques semaines l'allemand, le Maa et le Kiswahili. Le film rencontre à sa sortie en 2005 un succès à la fois critique et public. Avec plus de 2 millions d’entrées - c'est le film le plus vu cette année-là en Allemagne. Présenté au Festival international du film de Toronto, le film propulse Jacky Ido sur le devant de la scène internationale. Cette même année, il tourne aux côtés de Michel Serrault, Les Enfants du pays de Pierre Javaux, qui sort sur les écrans en 2006. Un film riche en rencontres où il retrouve son frère Cédric et dans lequel il joue Lamine, un tirailleur sénégalais. C'est l'époque où il renoue avec son amour pour le cinéma français en fraternisant avec un autre monstre sacré, Claude Rich, avec lequel il tourne en 2007 Aide-toi, le ciel t'aidera de François Dupeyron qui lui confie le rôle de Fer (Ferdinand).
L'année suivante, Quentin Tarantino le repère pour Inglourious Basterds. Il lui propose de jouer Marcel, le projectionniste de cinéma, fiancé à Shoshana (interprétée par Mélanie Laurent) et personnage clef de l'intrigue. Cette superproduction remporte de nombreuses récompenses notamment aux Oscars et au Festival de Cannes 2009. Cette année-là, Jacky Ido, lui, est déjà sur un nouveau plateau de tournage, celui de Ces amours-là de Claude Lelouch où il enfile les habits de Bob Kane, un boxeur américain, soldat parachuté sur les plages de Normandie pendant la Seconde Guerre mondiale. Il retrouve avec Lelouch, et la légendaire part d’improvisation que le réalisateur concède aux acteurs, ce cinéma qui lui ressemble et qu'il a mis à l’épreuve avec La Famille : un cinéma où les accidents de la vie, l'imprévu s'imbriquent dans le scénario. 
Les trois années qui suivent, il enchaîne les films. Sélectif dans ses choix de rôles mais ouvert sur tous les genres, il y déploie sa large palette de jeu et sa capacité à s'adapter aux différentes industries cinématographiques - française, européenne et américaine. Il est Jim dans Die Abenteuer des Huck Finn (de), de la réalisatrice allemande Hermine Huntgeburth, un film qui le ramène à son enfance quand il dévorait Mark Twain et rejouait les aventures de Tom Sawyer dans les rues de Ouagadougou avec ses amis. Il est Léonard de Vitry dans Radiostars de Romain Levy, un rappeur à la fulgurance désopilante, surjouant les stéréotypes, dont l’interprétation relève plus de la performance que du jeu d’acteur. Il est Hock dans Lock Out (Lockout) de James Mather et Stephen St. Leger, un film franco-américain de science-fiction produit par Luc Besson (EuropaCorp). 
En 2013, il s'aventure dans le registre du film d'auteur et est à l’affiche de De l'autre côté du mur (Lagerfeuer) de Christian Schwochow, une adaptation du roman de Julia Franck, Feu de camp , qui revisite la période précédant la chute du mur de Berlin et le traumatisme d'une Allemagne divisée en deux. Dans ce film intimiste à l'esthétique froide, où le déracinement et l'enfermement installent une forte tension émotionnelle, il se glisse dans le personnage de John Bird, un agent de la CIA qui s'éprend de Nelly (Jördis Triebel). Selon Christian Schwochow, ce rôle ne pouvait être confié à aucun autre acteur que Jacky Ido, « il parle tellement bien anglais que je le pensais capable de parler allemand avec un accent américain même s'il est français » confie celui-ci. 
2013 marque aussi ses retrouvailles avec Claude Lelouch qui le rappelle pour participer au grand casting du film Salaud, on t'aime (Sandrine Bonnaire, Johnny Hallyday, Eddy Mitchell, Rufus, Irène Jacob, Valérie Kaprisky…). Il endosse, toujours en 2013, un des principaux rôles masculins, Malik, du film In the Morning de Nefertite Nguvu. Avocate d'un cinéma noir-américain indépendant et engagé, la réalisatrice new-yorkaise rend hommage à Brooklyn dans ce film tourné en 9 jours, récompensé à plusieurs reprises. À l'occasion de ce tournage, il se lie d'amitié avec la nouvelle génération du mouvement afro-américain des droits civiques. 
En 2017, il interprète le rôle principal de La Vie de château de Modi Barry et Cédric Ido. Dans cette chronique du quartier africain de Château d'Eau à Paris, il est Charles, un chef de rabatteurs pour les salons de coiffure, magouilleur éclairé et poète dans l'âme. L'année suivante, il tourne dans Scappo a casa, une comédie d'Enrico Lando aux côtés d'Aldo Baglio. S'il sert le personnage de Mugambi, un clandestin à la recherche de son amoureuse, en tant qu'acteur, il collabore aussi au script et s'attache à brosser son duo avec Aldo Baglio, crapahutant entre l'Europe de l'Est et l'Italie, sur le modèle du couple Bud Spencer et Terence Hill. 

### Télévision
Tropiques amers – tourné en 2006 et diffusé en 2007 sur France 3 – est une série de 6 épisodes réalisée par Jean-Claude Barny dans laquelle il joue le rôle de Koyaba, un esclave rebelle. Prince africain déporté dans les plantations de la Martinique à la fin du XVIIIe siècle, il refuse de se plier à l'avilissement, marronne pour rejoindre Toussaint Louverture et participe à la libération de Saint-Domingue (Haïti). Pour se réapproprier un tant soit peu les conditions de la traversée du milieu qu'ont connue les esclaves, Jacky Ido dort dans un ersatz de cercueil, se prive d'eau. Cette fresque historique se distingue par son point de vue : mettre en avant l'écroulement du système esclavagiste et en lumière la résistance des esclaves, à l'image de Racines d'Alex Haley. La série remporte un succès d’audience. 
En 2013, Luc Besson le sollicite pour la série Taxi Brooklyn, adaptation télévisée franco-américaine de sa saga cinématographique Taxi (6 films), coproduite avec TF1. Il incarne Léo Romba, un taximan qui fait équipe avec la détective Cat Sullivan (Chyler Leigh) et mène l'enquête dans les dédales des rues de Brooklyn. Le tandem punchy et la réalisation nerveuse des 12 épisodes de la série séduisent les États-Unis, plus de 5 millions de téléspectateurs sur la chaîne NBC lors de sa diffusion en 2014, et remporte en France la même audience. Sur sa lancée américaine, il est appelé en 2015 par Shonda Rhimes, la créatrice de Grey's Anatomy et de Scandal, pour jouer le rôle de l’agent Jules Dao dans The Catch. La série, tournée à Los Angeles, emballe la critique et le public. Il enchaîne, en 2018, sur le tournage de The Widow, une série britannique (une des premières créations originales d'Amazon Prime Vidéo), dans laquelle il est Emmanuel Kazadi, aux côtés de Kate Beckinsale. 
En 2022, il apparaît dans Le Flambeau : Les aventuriers de Chupacabra, une série parodiant l'émission de téléréalité Koh Lanta, imaginée par Jonathan Cohen et diffusée sur Canal+. Il y tient le rôle de Jean-Guy. 

### Théâtre
C'est avec les alexandrins de Jean Racine qu'il aborde le théâtre et le registre de la tragédie. En 2022, Muriel Mayette-Holtz, directrice du Théâtre national de Nice, lui confie le rôle d'Antiochus dans Bérénice qu'elle met en scène, aux côtés de Carole Bouquet (Bérénice) et de Frédéric de Goldfiem (Titus). La pièce se joue au TNN, à la Scala Paris et en province en 2022 et 2023. Devenu artiste associé du TNN, il poursuit sa collaboration avec Muriel Mayette-Holtz (en projet : Phèdre et Othello). Cette incursion dans le théâtre lui permet aussi de renouer avec le slam. Soutenu par Carole Bouquet, il remonte les scènes Slamaleikoum en mars 2023 en partenariat avec la Scala Paris, qui, chaque deuxième lundi du mois, se tiennent désormais au 360 Paris Music Factory.

### Musique
En 2023, Jacky Ido s'attelle à l'écriture de son premier album, iDO donc je suis, inspiré de son parcours. En septem bre de cette année-là, il en dévoile les premiers titres à Saint-Ouen, à l'occasion d'un concert donné aux Apéraudoniens organisés par le photographe Julien Caupeil,. Co-réalisé avec le compositeur Cyril Giroux (son complice et auteur de la musique de Bérénice), cet album est enregistré au Studio Ferber à Paris, aux Studios ICP à Bruxelles et aux Studios d'en Face à Levallois-Perret. Sa sortie est prévue pour l'automne 2024. 

### Vie privée
Jacky Ido est père de 4 enfants. Son frère, Cédric Ido, est acteur et réalisateur. 

### Ses engagements
En 2014, à Paris, entouré de Bill Gates et de Cali, Jacky Ido soutient les jeunes volontaires européens de l'association ONE fondée par Bono, leader du groupe U2, en campagne contre l'extrême pauvreté dans le monde .
Dès 2019, il accompagne le Projet Moteur ! lancé en 2015 par Caroline Sénéclauze et centré sur le développement de la confiance chez les jeunes de 14 à 22 ans à travers le cinéma. Il leur consacre chaque année un atelier slam dans le cadre d'un campus réunissant d'autres disciplines. 
Avec Le Ressemblement, une association qu'il créée en 2023, il initie un espace d'échange, de transmission et de divertissement pour tisser, à travers l'organisation d'évènements culturels, un réseau d'expression libre et politique au sens citoyen du terme. Sa philosophie : « Vivre ensemble, c'est se ressembler. Ça n'implique pas forcément d'être pareil, mais d'aller dans la même direction en dépit de nos différences ».

## Filmographie

### Cinéma

#### Longs métrages
- 2005 : La Massaï blanche (Die weisse Massai) d’Hermine Huntgeburth : Lemalian Mamutelil
- 2006 : Les Enfants du pays de Pierre Javaux : Lamine
- 2008 : Aide-toi, le ciel t'aidera de François Dupeyron : Fer
- 2009 : Inglourious Basterds de Quentin Tarantino : Marcel
- 2010 : Ces amours-là de Claude Lelouch : Bob le boxeur
- 2012 : Radiostars de Romain Levy : Léonard de Vitry
- 2012 : Lock Out (Lockout) de James Mather et Stephen St. Leger : Hock
- 2012 : Die Abenteuer des Huck Finn (de) de Hermine Huntgeburth : Jim
- 2013 : De l'autre côté du mur (Lagerfeuer) de Christian Schwochow : John Bird
- 2014 : Salaud, on t'aime de Claude Lelouch : Jacky
- 2014 : In the Morning de Nefertite Nguvu : Malik
- 2017 : La Vie de château de Modi Barry et Cédric Ido : Charles

- 2019 : Scappo a casa d'Enrico Lando : Mugambi

#### Courts métrages
- 2002 : Futilités: Trois de suite de Rosine Young : le raveur
- 2006 : Décroche de Manuel Schapira : Jacky
- 2007 : International XPress de Jessica Forde : Bill
- 2007 : 1983 de Modi Barry
- 2008 : Bunker de Manuel Schapira
- 2009 : Rech JF: pour court-métrage rémunéré de Manuel Schapira : le serveur
- 2010 : La Fille de l’homme de Manuel Schapira : le frimeur
- 2011 : Les Sabres (Hasaki Ya Suda) de Cédric Ido : Wurubenba
- 2011 : La Troisième voie de Jean-Michel Tari : le commissaire de police
- 2012 : Bocuse de Stéphanie Pillonca & Géraldine Renault : Samy
- 2013 : Passe le briquet à ton voisin de Sachka Lelouch : Jacky
- 2013 : Twaaga de Cédric Ido : Capitaine Chahut
- 2013 : Le Commencement de Loïc Barché : le musicien
- 2013 : Myself When I Am Real de Nefertite Nguvu : l’homme

### Documentaire
- 2006 : Slam, ce qui nous brûle de Pascal Tessaud : John Pucc' Chocolat

### Réalisation et scénario
- 2004 : Descente (court-métrage)

### Voix
- 2012 : Aya de Yopougon de Marguerite Abouet et Clément Oubrerie : Ignace/Hervé/Moussa/Basile/Sidiki/Arsène

### Télévision

#### Téléfilms
- 2011 : V comme Vian de Philippe Le Guay : Vernon Sullivan
- 2011 : E-Love d'Anne Villacèque : Black Charles
- 2011 : I love Périgord de Charles Nemes ; Docteur N'Kono

#### Séries télévisées
- 2004 : Laverie de famille, 1 épisode (saison 1, épisode 1) de Frédéric Demont : un joueur de football
- 2005 : Engrenages, 1 épisode (saison 1, épisode 3) de Philippe Triboit : Personne
- 2007 : Tropiques amers, 6 épisodes (les six épisodes de la série) de Jean-Claude Flamand Barny : Koyaba
- 2007 : L'Hôpital, 1 épisode (saison 1, épisode 1) de Laurent Lévy : un interne
- 2007 : Duval et Moretti, 1 épisode (saison 1, épisode 8) de Denis Amar : Walli
- 2014 : Taxi Brooklyn, 12 épisodes (les douze épisodes de la série) : Leo Romba
- 2015 : The Catch, 11 épisodes (du 2 au 10 de la saison 1 et le premier de la saison 2) : Agent Jules Dao
- 2018 : The Widow, 2 épisodes (saison 1, épisodes 1 et 2) de Samuel Donovan : Emmanuel Kazadi
- 2022 :  Le Flambeau : Les aventuriers de Chupacabra, 2 épisode (saison 2, épisodes 8 et 9) de Jonathan Cohen et Jérémie Galan : Jean-Guy
- 2023 : Pamela Rose, la série de Ludovic Colbeau-Justin : Lord Kimba (dans les épisodes 2 et 3 de la saison 1)

## Théâtre
- 2022 : Bérénice de Jean Racine, mise en scène Muriel Mayette, La Scala (Paris)

## Distinctions
- 2009 : Prix d’interprétation masculine au Festival international du court métrage de Clermont-Ferrand, pour Bunker de Manuel Schapira
- 2009 : Prix d’interprétation pour l’ensemble de la distribution par la Phoenix Film Critics Society, pour Inglourious Basterds de Quentin Tarantino
- 2009 : Prix d’interprétation pour l’ensemble de la distribution par la San Diego Film Critics Society, pour Inglourious Basterds de Quentin Tarantino
- 2010 : Prix d’interprétation pour l’ensemble de la distribution par la Central Ohio Film Critics Association, pour Inglourious Basterds de Quentin Tarantino
- 2010 : Prix d’interprétation pour l’ensemble de la distribution par la Screen Actors Guild, pour Inglourious Basterds de Quentin Tarantino